# Капітал у XXI столітті (книга)
Капітал у XXI столітті (англ. Capital in the Twenty-First Century by Thomas Piketty) - книжка французького економіста Тома Пікетті. Вперше опублікована в 2013 році. 

## Огляд книги
Тома Пікетті порушує тему багатства та нерівності в доходах населення країн Європи та США, починаючи з 18 ст.  [Архівовано 20 серпня 2019 у Wayback Machine.]
Що є рушійною силою накопичення та розподілу капіталу? Питання щодо довготривалої еволюції нерівності, зосередження багатства та прогнози економічного зростання лежать в основі політекономії. Однак задовільні відповіді важко відшукати через брак даних та чітких теорій. Тома Пікетті аналізує унікальну колекцію даних з 20 країн, щоб висвітлити основні економічні та соціальні моделі. Результати його досліджень змусять по-іншому поглянути на питання багатства та нерівності наступних поколінь. 
Сучасне економічне зростання та невпинне поширення знань дозволяють нам уникнути розриву між багатими і бідними в апокаліптичному масштабі як це провокував К. Маркс. Однак, ми не сильно змінили глибинні структури капіталу та нерівності, як очікувалося у перші десятиліття після Другої Світової війни. 
Основний рушій нерівності, -- тенденція перевищення норми дохідності над показниками економічного зростання, -- сьогодні загрожує крайніми показниками нерівності, що пробуджує невдоволення в населення та підриває демократичні цінності, провокує соціальну та економічну нестабільність. Економічні тенденції -- це не акт Божої волі. Політичні дії стримували загрозливе зростання нерівності в минулому і, за словами Пікетті, можуть робити це й зараз. Автор пропонує свій підхід до вирішення проблеми: глобальна система прогресивної ставки податку на багатство для зменшення нерівності.  [Архівовано 22 листопада 2018 у Wayback Machine.]
Книга переверне ваше розуміння економічної історії та відкриє суворі уроки сьогодення. 

## Переклад українською
- Пікетті, Тома. Капітал у XXI столітті / пер. Наталія Палій. К.: Наш Формат, 2016. —  696 с. — ISBN 978-617-7279-52-4